# إيمي أكر
إيمي أكر (بالإنجليزية: Amy Acker )‏، ولدت في 5 ديسمبر 1976. هي ممثلة أمريكية، عُرِفت من خلال تقديمها شخصية وينيفرد بيركل في المسلسل الخيالي انجل، وكيلي بيتن في إيلياس. منذ عام 2017 بدأت بلعب دور رئيسي في مسلسل ذا غيفتيد على قناة فوكس.

## النشأة
ولدت آكر وترعرعت في دالاس، تكساس، والدتها هي ربة منزل ووالدها هو محام،. أرادت إيمي في طفولتها أن تصبح راقصة باليه، درست الرقص الحديث والباليه لمدة 14 عاما، قبل أن تتعرض لإصابة في ركبتها. تخرجت من مدرسة ليك هايلاندز الثانوية في دالاس، وحصلت بعد ذلك على درجة البكالوريوس في المسرح من جامعة الميثودية الجنوبية. أثناء سنتها الثانية في الجامعة، قامت إيمي بالعرض لكتالوج جي كرو. حصلت على بكالوريوس الفنون الجميلة في نفس السنة، وكانت تعمل كممثلة مسرح أثناء دراستها.

## أعمالها

### مسلسلات
| السنة | العنوان            | العنوان              | الدور          | ملاحظات            |
| السنة | بالعربي            | بالإنجليزي           | الدور          | ملاحظات            |
| ----- | ------------------ | -------------------- | -------------- | ------------------ |
| 1998  | عظم الترقوة        | Wishbone             | كاثرين مورلاند | حلقة: بوب بوبكتيون |
| 1999  | خدمة وحماية        | To Serve and Protect | ميليسا يورجنسن | حلقة 1.2           |
| 2010  | person of interest | all sessions         |                |                    |

## وصلات خارجية
- إيمي أكر على موقع IMDb (الإنجليزية)
- إيمي أكر على موقع ميتاكريتيك (الإنجليزية)
- إيمي أكر على موقع روتن توميتوز (الإنجليزية)
- إيمي أكر على موقع قاعدة بيانات الأفلام العربية
- إيمي أكر على موقع ألو سيني (الفرنسية)
- إيمي أكر على موقع تيرنر كلاسيك موفيز (الإنجليزية)
- إيمي أكر على موقع أول موفي (الإنجليزية)
- إيمي أكر على موقع قاعدة بيانات الأفلام السويدية (السويدية)
- إيمي أكر على موقع إن إن دي بي (الإنجليزية)
- إيمي أكر على موقع قاعدة بيانات الفيلم (الإنجليزية)
- إيمي أكر في دليل التلفاز